# Hayange
Hayange (Haiéngen in lussemburghese, Hayingen in tedesco) è un comune francese di 16 005 abitanti situato nel dipartimento della Mosella nella regione del Grand Est.

## Società

### Evoluzione demografica
Abitanti censiti

## Amministrazione

### Gemellaggi
- Barga
- Arlon